# Leucopardus stueningi
Leucopardus stueningi is een vlinder uit de familie van de uilen (Noctuidae). De wetenschappelijke naam van de soort is voor het eerst geldig gepubliceerd in 2000 door Zolotuhin.
De soort komt voor in het noorden van Thailand.